# Wildix
Wildix est une société multinationale, qui opère dans le domaine des télécommunications et qui est spécialisée en produits de Voix sur IP (VoIP) et en solutions de Communications Unifiées  accessibles depuis un navigateur web. 

## Wildix & Communications Unifiées
Wildix développe un système avancé de communications pour des entreprises. Ce système permet d'intégrer les services de communication en temps réel, tels que la Messagerie instantanée, la Présence (l'information sur la disponibilité et la présence des utilisateurs), la Visioconférence,, y compris ceux qui ne sont pas en temps réel, Messagerie Vocale, Courriel, SMS, télécopie, Rappel web.

L'utilisateur peut accéder à tous les services au moyen d'une interface unique - le composant Cti Collaboration, accessible à partir d'un ordinateur ou bien des appareils mobiles .